# Heuilley-sur-Saône
Heuilley-sur-Saône är en kommun i departementet Côte-d'Or i regionen Bourgogne-Franche-Comté i östra Frankrike. Kommunen ligger i kantonen Pontailler-sur-Saône som tillhör arrondissementet Dijon. År 2022 hade Heuilley-sur-Saône 334 invånare.

## Befolkningsutveckling
Antalet invånare i kommunen Heuilley-sur-Saône
Referens:INSEE